# George Ogden Abell
George Ogden Abell (Los Angeles, 1 de març de 1927 - 7 d'octubre de 1983) fou un astrònom estatunidenc de la Universitat de Califòrnia, Los Angeles (UCLA). Treballà com astrònom investigador, professor, administrador i divulgador de la ciència, l'educació i l'escepticisme. Abell obtingué la llicenciatura (anglès: bachelor's degree) el 1951, el màster (anglès: master's degree) el 1952 i el títolde doctor (anglès: Ph.D.) el 1957 a l'Institut Tecnològic de Califòrnia. Començà la seva carrera d'astrònom com a guia turístic de l'Observatori Griffith de Los Angeles.
El seu treball més conegut és el seu catàleg de cúmuls de galàxies construït a partir del "Palomar Sky Survey", obra de referència en l'estudi de cúmuls de galàxies així com a base per a treballs fundamentals en cosmologia observacional. Estudiant la distribució de lluminositats de les galàxies dels cúmuls (funció de lluminositat) mostrà com podria ésser utilitzada com a indicador de distància.
El catàleg Abell és un llistat gairebé complet de 4.000 cúmuls, aproximadament, fins redshift, 'z'=0.2, amb almenys 30 galàxies cadascun. El catàleg original de cúmuls en l'hemisferi nord fou publicat el 1958. El catàleg estès, incloent-hi cúmuls de l'hemisferi sud fou publicat pòstumament el 1987 en col·laboració amb Harold G. Corwin i Ronald P. Olowin.
Abell també fou codescobridor del cometa periòdic 52P/Harrington-Abell. Juntament amb Peter Goldreich determinà correctament que les nebuloses planetàries evolucionen a partir d'estels gegants vermells.
Abell treballà durant més de 20 anys com a professor en el "Programa de Ciència d'Estiu" (Summer Science Program) per estudiants d'instituts dels Estats Units, que en la seva memòria establí la Beca Abell (anglès: Abell Scholarship Fund). També participà en la producció de les sèries educatives per la televisió: Understanding Space and Time and Project Universe.
A Abell li apassionava desmuntar afirmacions pseudocientífiques com les realitzades per Immanuel Velikovsky. Abell fou cofundador del "Comitè per a investigació científica d'afirmacions paranormals" (Committee on Scientific Investigation of Claims of the Paranormal, CSICOP) i ha escrit articles per la seva revista: The Skeptical Inquirer.
Abell fou president de la "Comissió sobre Cosmologia" de la Unió Astronòmica Internacional i president de la Societat Astronòmica del Pacífic. Fou escollit membre de la Real Societat Astronòmica anglesa el 1970. Fou director del departament d'astronomia de la UCLA des del 1968 fins al 1975 i director del "Comitè sobre l'Educació" de la Societat Astronòmica Americana. Hauria d'haver-se convertit en editor de la revista "Astronomical Journal" el primer de gener de 1984, tanmateix, moriria poques setmanes abans.
L'asteroide 3499 Abell fou nomenat així en el seu honor, igual que l'Observatori George Abell en la Universitat Oberta a Milton Keynes, Anglaterra.